# Лукашевич Павло Олександрович
Павло Олександрович Лукаше́вич (10 липня 1913, Добровеличківка — 30 червня 1992, Кишинів) — радянський вчений в галузі механізації садівництва і виноградарства. Доктор сільськогосподарських наук з 1966 року, професор з 1967 року.

## Біографія
Народився 10 липня 1913 року в містечку Добровеличківці (тепер районний центр Кіровоградської області). 1938 року закінчив Мелітопольський інститут інженерів-механіків сільського господарства. Працював на господарській, викладацькій і науково-дослідних роботі. У 1956—1978 роках завідувач відділом механізації Молдавського науково-дослідного інституту садівництва, виноградарства і виноробства (одночасно в 1950—1953 роках завідувач кафедрою інженерної графіки Кишинівського сільськогосподарського інституту імені М. В. Фрунзе). З 1978 року науковий консультант цього ж інституту.
Помер в Кишиневі 30 червня 1992 року.

## Наукова діяльність
Під керівництвом вченого і за його безпосередньої участі розроблені, побудовані і широко впроваджені у виробництво ручні інжектори ІР-12, тракторні фумігатори ґрунту ФПТ-2,5, ФПЧ, виноградопрививочні машини МП-7, МП-7А, машини для посадки виноградних саджанців МВС, виноградопосадочні машини ВПМ-Н, обприскувачі виноградникові ОВНП-2 «Зоря», ОВГН-600 «Дністровець» і інше. Автор 157 наукових робіт і 60 винаходів. Серед праць:
- Исследование, разработка и внедрение группы новых машин и технологических процессов для комплексной механизации виноградарства Молдавской ССР. — Киев, 1965;
- Механизация работ на виноградниках. — К., 1976 (у співавторстві).

## Відзнаки
- Заслужений винахідник Молдавської РСР (1969);
- орден «Знак Пошани».